# Lycoperdopsis
Lycoperdopsis is een monotypisch geslacht van schimmels behorend tot de familie Agaricaceae. Het geslacht bevat alleen Lycoperdopsis arcyrioides.